# Charops taiwanus
Charops taiwanus är en stekelart som beskrevs av Tohru Uchida 1932. Charops taiwanus ingår i släktet Charops och familjen brokparasitsteklar. Inga underarter finns listade i Catalogue of Life.